# Chminianske Jakubovany
Chminianske Jakubovany (em húngaro: Jakabvágása) é um município da Eslováquia, situado no distrito de Prešov, na região de Prešov. Tem 14,19 km² de área e sua população em 2018 foi estimada em 2.455 habitantes.

## Demografia
| Ano:        | 1994 | 2004    | 2014    | 2024    |
| ----------- | ---- | ------- | ------- | ------- |
| Broj ljudi: | 1146 | 1635    | 2112    | 3215    |
| Razlika:    |      | +42,67% | +29,17% | +52,22% |

| Ano:               | 2023 | 2024   |
| ------------------ | ---- | ------ |
| Número de pessoas: | 3093 | 3215   |
| Diferença:         |      | +3,94% |